# Croasdale Brook
Der Croasdale Brook ist ein Fluss im Forest of Bowland, Lancashire, England. Der Croasdale Brook entsteht an der Südseite des White Hill und fließt in südlicher Richtung bis zu seiner Mündung in den River Hodder bei Slaidburn.